# BTOOOM!
《BTOOOM!》（日語：ブトゥーム；中文：驚爆遊戲）是日本漫畫家井上淳哉的漫畫作品。2009年6月19日（29號）至2010年8月27日（39號，最終號）在新潮社旗下青年漫畫雜誌《週刊Comic Bunch》上連載，之后由於《週刊Comic Bunch》的休刊，在2011年1月21日轉移到同属新潮社旗下另一本青年漫畫雜誌《月刊Comic@Bunch》上，从雜誌創刊號开始連載。

## 故事
坂本龙太平日是个一事无成的茧居族，但只要一上网，就成了畅销线上游戏「BTOOOM!」世界中无人能敌的强者。只是，当游戏的世界集滿八個晶片血淋淋地在现实世界中上演时，就连坂本这样的高手也不得不感到困惑与战栗！举办这场真人实境对战游戏的幕后黑手是谁？被迫参加的参加者又各自拥有怎样的过去与命运？面对众多的谜团，坂本将何去何从？

## 登場人物

### 主要人物
坂本龍太（聲：本鄉奏多（日本）；胡鎮璽（台灣））
生死情況：存活（Light友情篇）／死亡（Dark真實篇）
本作男主角，22歲，B型，居住在東京。現實生活中是失業兩年的繭居族（NEET），而在網路遊戲「BTOOOM!」中則是唯一一個日本進入世界前十名的四星級玩家「SAKAMOTO」。漫画75集已经确认當初是因為飯田為了實施破壞遊戲的作戰計畫，因此以計謀使他一直掛名第十名玩家頭銜，真實實力是世界排名第一的游戏玩家。并且佩里给予了相当高的认可和评价。
初始BIM為「計時式」。因飯田的設計下而造成不滿失業壓力和母親再婚的家庭因素，於某日對繼父施予暴力，加上鷹嘴為了陷害他而從中穿針引線，因而被母親填寫「讓人消失的表格」，被送至孤島進行真實的「BTOOOM!」殺戮遊戲。在運送過程中，因反抗工作人員而遭受強力頭部電擊，導致記憶喪失，對被送往孤島的原因和遊戲的資料一無所知，事實上很久以前受飯田私下委託，為了找出殺人遊戲的BUG並將之破解而特地設了一場局潛入島上，直到記憶恢復後才得知此事。
小時候學業成績比別人好，但在成長過程中被網絡遊戲的世界吸引住，因而沉醉於網絡世界，變得不想接觸現實世界。在網絡遊戲「BTOOOM!」中與HIMIKO的虛擬角色結婚。執行搶奪直升機失敗後落海回到孤島。後被輝夜所救帶到“聖域”。
在聖域篇中打倒攝夫後與輝夜蘇我一同離開聖域尋找HIMIKO。在規則改變後動搖並被輝夜看出打算拋棄他們導致蘇我黑化暴走，後在與東鄉等人的戰鬥中誤殺蘇我並黑化。與HIMIKO會合後痛打東鄉與吉良並俘擄了上杉。
《Light友情篇》與HIMIKO逃亡海外國家，兩年後決定與HIMIKO結婚。
《Dark真實篇》最後與織田同歸於盡，以此為契機，粉碎了修巴利茲財團與美國政府以殺人遊戲支配世界的巨大陰謀，最後世界各國政府因對立而造成眾多紛爭地帶的和解，並還給全世界真正的媒體公平性以及民主自由，實現了真正意義上的世界和平。
HIMIKO（聲：三森鈴子（日本）；穆宣名（台灣））
生死情況：存活（兩篇皆是）
本作女主角，本名赫米莉亞‧格哈德‧修巴利茲，真實身分為修巴利茲財團總帥「倫格爾‧修巴利茲」的親生女兒，15歲，身高158公分，血型B型，高中生，居住在東京，因金髮碧眼和過於色情提早發育過頭的豐滿H罩杯巨乳的身材而經常被誤會為外國人，但能懂英文很可能是混血。因吉岡引發的集體強暴事件而患上男性恐懼症。
因青梅竹馬吉岡是日本著名的樂團成員，約了那些成員跟她的同學會面，但他們卻把她的同學帶到公寓強暴，而HIMIKO因過於害怕而自己逃跑，沒有去救她的同學們，雖然最後事件被公諸於世，成員也都被警方逮捕，但最後還是被同學填上「讓人消失的表格」，因而被送往孤島進行遊戲。
初始BIM為「計時式」。後來因多次被龍太拯救及發現龍太是網絡遊戲「BTOOOM!」中的情人「SAKAMOTO」，開始對龍太敞開心房，並喜歡上他。後與龍太組隊。執行搶奪直升機失敗後與織田同時落海，並與織田一起行動，直到遇到敵人後分開，自己去找龍太。
《Light友情篇》與龍太逃亡海外國家，兩年後決定與龍太結婚。
《Dark真實篇》見證了龍太與織田的最終決鬥，爾後從親生父親倫格爾口中得知她只是眾多妾中所生千名兒女中的其中一名，並告知她是修巴利茲家族中最為優秀的基因產物，邀請她成為一名統治者兼自己的繼承人，但她當下拒絕倫格爾的提案，同時準備引爆藏在胸部中的烈火式BIM，使倫格爾更加中意她，在倫格爾的保鑣開槍後令她中彈的狀況下，仍然成功引爆了炸彈，導致倫格爾及現場的財團高層全數死亡，粉碎了修巴利茲財團與美國政府以殺人遊戲支配世界的巨大陰謀。
最後在加護病房急救後，幸運存活了下來，繼承了龍太的遺志，回歸日本後，加入了所屬俄羅斯政府的佩里等人之陣營，成為革命軍成員，以守護世界和平為目的。
於續集故事《BTOOOM! U-18》序章中救了主角KAN一命。
吉良康介（聲：澤城美雪（日本）；林筱玲（台灣））
生死情況：存活（兩篇皆是）
故事前期為配角之一，後期則晉身為主角群中，14歲孩童，因為被父親長期的虐待，導致精神不正常。有著搶劫、偷竊等罪名。在公園以先殺後姦之罪移送法辦，與夏目總一和父親吉良義久來到島上。
初始BIM為「爆縮式」。殺了吉良義久後奪取其BIM。為BTOOOM的三星級玩家，視坂本為宿敵。殺了原是4人組之一的楠重雅，之後加入4人組，在對戰中多次被東鄉所救，視東鄉為父親，而東鄉死亡後令他一度失控，並錯手殺死葉子。
因自身的經歷關係，遊戲是他的生命，以前多次被坂本挫敗導致對他異常執著，之後與坂本展開多次生死戰時都是坂本手下留情以及東鄉救援才保住性命，直到最後一次生死戰時，依然輸給坂本而接受自己的死亡，但被坂本所救，更因為輝夜道出了他的過去與安撫而決定協助坂本一行人，代理戰爭中為強力戰力之一，屢次解除坂本等人的危機，並一同逃出美軍的追殺，最後見證了坂本與織田的最終決鬥。
雙結局中回歸社會，並確立了自己的人生意義，加入了所屬俄羅斯政府的佩里等人之陣營，成為革命軍成員，新4人組中唯二存活的成員。
上杉謙野
生死情況：存活（兩篇皆是）
26歲。4人組其中一員，曾經是個臨時演員，但被判定沒有才能而失業，於是成了跟黑道有關聯的詐騙集團的成員，被害人數不勝數，遭其中的仇家憎恨而被送到島上。
是樋口葉子的粉絲，相當好色，經常偷看樋口葉子上廁所，差點強暴HIMIKO，現被龍太俘擄，後來為了保命而陷害龍太，並與吉岡聯手，直到見證了吉岡的瘋狂，以及龍太與吉良的最終廝殺後才決定幫助龍太一行人，且輝夜道出吉良的過去後，決定守護輝夜，代理戰爭篇中以自身性命做賭注替輝夜引開無人機，爾後與龍太等人一同逃出美軍的追殺。
雙結局後回歸社會，並改過自新，加入了所屬俄羅斯政府的佩里等人之陣營，成為革命軍成員，舊4人組中唯一的存活者。
織田信隆（聲：中村悠一（日本）；王辰驊（台灣））
生死情況：存活（Light友情篇）／死亡（Dark真實篇）
龍太高中的同班同學，做任何事都要求完美，會互相訴說心裡的話，也告訴龍太為了找尋出路而謊報年齡並從事牛郎的工作，龍太也因為有如此肯談心的朋友而感到開心，所以告訴信隆他暗戀愛子的事情，但是織田卻背著龍太和愛子發生性行為，龍太認為織田踐踏他小心謹慎向他敞開的心，憤怒之下打了織田，最後龍太與織田被學校退學，並開始當了正式的牛郎也有了自己的店。
初始BIM為「遙控式」。到島上後則想以主從性質的合作關係聯手，但是龍太則是以躲藏而不回應。與木下共同行動。執行搶奪直升機失敗後與HIMIKO同時落海，並幫中槍的HIMIKO止血包紮。
原本與龍太兵分兩路進行逃生計畫，但因鷹嘴以他母親的性命要脅，逼迫與龍太做最後的生死決戰。
《Light友情篇》與龍太對決時因追蹤式擊中而失去了左腳，後來被說服，事件後裝上義肢並開始復健。
《Dark真實篇》最後與龍太同歸於盡。

### 遊戲玩家
今川義明（聲：奈良徹（日本）；鈕凱暘（台灣））
生死情況：死亡
24歲。坂本的第一個對手，以石塊殺了受重傷的大久保賴道奪取晶片後，被坂本用計時式BIM所殺，初始BIM為「撞擊式」。2枚晶片被上杉謙野撿走。
平清（聲：大川透（日本）；馬伯強（台灣））
生死情況：死亡
51歲。在大阪經營不動產的大叔，初始BIM為「追蹤式」。表面上看起來是個為人親切的關西人，但也有著精於計算的一面。在遊戲中最早跟坂本組隊的人，之後在戰鬥中，不小心被巨蜥蜴咬傷腿，又被宮本砍下了四根手指。隨著劇情發展，坂本與HIMIKO收集到的晶片也愈來愈多，平清因為想要早點回家與家人團聚導致崩潰，神智不清的情況下看見妻兒的幻覺，前去謀殺坂本與HIMIKO。謀殺失敗後，感到內疚，以身上最後的BIM鎖定自己自爆而亡。晶片被HIMIKO奪走。
北條美沙子（聲：藤堂真衣（日本））
生死情況：死亡
25歲。外表是黑人的哥倫比亞混血的女性，在搶取主辦單位的空投物資時，被織田信隆先前設定的遙控式BIM炸死。
吉良義久（聲：江川央生（日本）；馬伯強（台灣））
生死情況：死亡
44歲。吉良康介之父，因為攻擊康介，而被康介以爆縮式BIM所殺。初始BIM為「撞擊式」。晶片被平清奪走後由HIMIKO奪走。
夏目總一（聲：二又一成（日本）；王辰驊（台灣））
生死情況：死亡
52歲。律師，與吉良父子來到島上，目睹吉良康介將吉良義久殺死後逃走，後與宮本合作，最後被坂本以撞擊式BIM所殺。初始BIM為「計時式」。晶片被坂本奪走。
宮本雅志（聲：黑田崇矢（日本）；王辰驊（台灣））
生死情況：死亡
38歲。身材壯碩，頭戴頭巾，頸上帶著項鍊，曾是一名僱傭軍，擅於在叢林裡追蹤，慣於使用小刀，在與坂本決戰時被從身後襲擊的HIMIKO掛上已啟動的瓦斯式BIM毀容，最後被坂本以從夏目奪來設定為3秒的計時式BIM所殺，晶片被坂本奪走。
近藤勇（聲：櫛田泰道（日本）；鈕凱暘（台灣））
生死情況：死亡
40歲。國中教師，柔道六段（動畫版則是四段）。HIMIKO最早遇到的參加者之一，正義感強烈並抗拒需要互相殘殺的「現實版BTOOOM!」，最後被宮本以小刀從後方刺穿喉嚨所殺。初始BIM為「撞擊式」。晶片被宮本雅志奪走後由坂本奪走。
明智光男（聲：間宮康弘（日本）；馬伯強（台灣））
生死情況：死亡
18歲。HIMIKO最早遇到的參加者之一，是個肥宅，想要侵犯HIMIKO，原本HIMIKO啟動了自己的計時式BIM想要與他同歸於盡，卻嚇著逃跑，最後被HIMIKO丟出即將倒數完的BIM所殺。初始BIM為「瓦斯式」。晶片被平清奪走後由HIMIKO奪走。
木下秀美（聲：日笠陽子（日本）；林筱玲（台灣））
生死情況：死亡
19歲。初始BIM為「計時式」。欺騙了柿本人志並奪取其晶片後與織田共同行動。體能經過訓練，近身格鬥能力也有一定程度，過去因死去男友家人的冤恨而來到這坐島，執行搶奪直升機失敗後死亡，頭部遭飛行員開槍受創後卻還保有微弱意識，拿起BIM與自己一起炸毀直升機，晶片下落不明。
柿本人志（聲：間島淳司（日本）；王辰驊（台灣））
生死情況：死亡
27歲。短髮眼鏡男，外表看起來是普通的上班族，一開始跟木下秀美組隊，卻被木下秀美從高處推下去餵巨型蜥蜴「科摩多龍」，最後被木下秀美用計時式BIM炸死。
伊達政人（聲：成田劍（日本）；鈕凱暘（台灣））
生死情況：死亡
40歲。曾參加過前次遊戲的玩家。與村崎志紀合作，但在收集到六枚晶片後背叛村崎志紀並想將其殺死奪去晶片，雖沒成功但使村崎斷臂，晶片掉落後將遊戲過關，由直升機載離島上。初始BIM為「遙控式」，此次對坂本一行人重施故技，但被村崎志紀認出，最終失敗，在執行強奪直升機計畫時，因為曾經有前次過關經驗，熟知過關時所有潛在規則，用這個把柄，做為他過關條件要脅坂本。
在執行搶奪直升機時，一開始還有意要幫他們一行人。但是在執行計畫時，因為瓦斯式BIM的氣體滲入直升機，深怕會使自己無法全身而退，於是再度背叛。毒氣滲入時知道防毒面具的位置先戴上，而後由於若本搶奪防毒面具將他一槍爆頭擊斃。
岩倉智明（聲：坂本三笠（日本）；馬伯強（台灣））
生死情況：死亡
49歲。皮膚黝黑的歐吉桑男性，跟吉良康介合作對付坂本龍太，最後被織田信隆先前設定的遙控式BIM炸死。
樋口葉子
生死情況：死亡
20歲。4人組其中一員。人氣AV女優。抓住康介時，熱情款待康介，康介稱為她大姊姊，喜歡東鄉，並想為了東鄉而犧牲也在所不惜。在輝夜的恐懼回想得知已被發狂的康介以尖銳物插入心臟殺害。
楠重雅
生死情況：死亡
46歲。原4人組之一，被康介對上4人組時所殺。
東鄉平太郎
生死情況：死亡
45歲。主張以4人組，以攻略這個遊戲，帶到島上有32人，1個人要有8枚晶片，所以只有4個人可以離開，4人組的隊長。
以前的職業是警察，最後遭吉岡用MP5K衝鋒槍射殺身亡。
輝夜
生死情況：存活（Light友情篇）／死亡（Dark真實篇）
11歲的小女孩。月光教的教主。特殊靈異體質，有看的到靈魂的能力。相信坂本曾把性命交給坂本，而坂本離開後與東鄉和康介一起行動，然後在東鄉遭吉岡殺害後與葉子一同行動，後遭無人機的雷射擊穿身體但沒死。      Light友情篇遊戲結束後經治療休養已康復。Dark真實篇最後因守護龍太而靈力用盡死亡。
柳田幹雄
生死情況：死亡
18歲。喜愛攝影所以被大家稱作“攝夫”。表面上是無害草食男,但實際上是有計劃的殺人。在聖域負責保管大家的BIM，了解大家的BIM，在計劃即將成功時被龍太、蘇我及輝夜聯合擊敗。最後因蘇我丟出的追蹤式BIM炸成重傷而被巨蜥蜴咬死。
天草斗士郎
生死情況：死亡
48歲。月光教的幹部。使命是保護好輝夜小姐。在聖域區是類似領導者的身分。被攝夫使技以遙控式BIM所殺，再以火焰燃燒式BIM焚屍，好設計成他才是殺人兇手，死前詛咒攝夫會下場淒慘。
蘇我光
生死情況：死亡
25歲。是聖域中倖存下來的玩家，之後跟坂本和輝夜一起逃出聖域，因輝夜向他表示坂本可能拋下他們離去而追上坂本，但卻因誤解坂本導致崩潰黑化，看見幻覺拿著撞擊式BIM丟向坂本，被坂本用計時式BIM誤殺而死。
柴田勝利
生死情況：死亡
55歲。男性玩家。捲入貪污案的議員。被攝夫設下陷阱以遙控式BIM所殺。
清少子
生死情況：死亡
28歲。1個有3歲小孩的年輕媽媽。玩家。在與攝夫對峙時因BIM用盡被攝夫以追蹤式BIM所殺。
小野真知子
生死情況：死亡
80歲。有癡呆的老婆婆。玩家。被攝夫從後方掐住脖子窒息而死，是聖域的第一位受害者。
沖田總介
生死情況：死亡
23歲。織田一開始遇到的玩家，看起來很像女性實際上是男性，與織田是舊識，後因織田殺害北條與織田決戰，被織田用遙控式BIM炸死。
春日局
生死情況：死亡
19歲。女大學生，與沖田和北條組隊，因目賭北條與沖田被織田殺害欲用瓦斯式BIM解決織田，卻因逆風使瓦斯飄往自己而當場喪命。
大久保賴道
生死情況：死亡
54歲。前棒球投手，與今川義明組隊，被織田用遙控式BIM炸成重傷後由今川義明以石塊重擊頭部殺死。
與謝野昭代
生死情況：死亡
69歲。老太婆，與東鄉，葉子和吉岡等人組隊，因得知過關後有大筆現金便拿出追蹤式BIM炸傷吉岡使其落海，其後欺騙東鄉被葉子識破後遭東鄉一拳殺害。
吉岡清志郎（聲：岩崎洋介（日本）；鈕凱暘（台灣））
生死情況：死亡
21歲。女主角HIMIKO的青梅竹馬，當時因強暴HIMIKO友人而遭逮捕入獄，本來被與謝野昭代給炸飛落海後晶片從手中脫落讓東鄉認為已經死亡，但人沒死復活後在聖域與HIMIKO重逢，抓走HIMIKO後射殺東鄉，並抓到坂本想當著坂本的面前侵犯HIMIKO，卻因下體遭之前射殺的東鄉重擊導致無法勃起而未得逞，轉而強迫HIMIKO與坂本發生性行為，遭到坂本的反擊掉入海中未死亡，爬上岸之後想要殺掉坂本一夥卻遭無人機的雷射縱切兩半身亡。

### 其他人物
鷹嘴（聲：高橋名人（日本）；鈕凱暘（台灣））
45歲。開發「遊戲版BTOOOM!」的主要成員，同時也是「現實版BTOOOM!」的主辦人之一。
飯田恒明（聲：浅科准平（日本）；馬伯強（台灣））
24歲。Tyrannos JAPAN的遊戲設計師，居住於東京。坂本龍太在學生時代時的前輩。開發「遊戲版BTOOOM!」的成員之一，同時也是「現實版BTOOOM!」的相關成員之一，不過在第77話被鷹嘴認定是背叛者，遭到鷹嘴派來的秘書盯上。
若本鐵男（聲：保志總一朗（日本））
戴眼鏡的男性。開發「遊戲版BTOOOM!」的成員。
村崎志紀（聲：深見梨加（日本）；林筱玲（台灣））
生死情況：死亡
39歲。半年前被送至孤島進行遊戲的玩家，身上沒有BIM，失去左手手腕以下部位，所以沒有晶片，因此坂本用雷達時搜尋不到她，原為一名護士，在一次的重大醫療事故中，為了包庇尊敬的醫生（伊達政人）而修改病歷。
結果該醫生卻把責任都推給她，導致被醫院開除及獨自承擔社會輿論的抨擊，在進行遊戲的孤島上與該醫生相遇，並與之合作，並再度被背叛，晶片也被奪走，此次遊戲中協助坂本搶奪直升機計畫時遭到醫生再度背叛而被警衛開槍射殺死亡。
坂本幸江（聲：喜田亞由美（日本）；林筱玲（台灣））
龍太的继母。
坂本久信（聲：真殿光昭（日本）；王辰驊（台灣））
龍太的父亲。
芹澤愛子（聲：佐藤梓（日本）；林筱玲（台灣））
龍太所喜歡的人，被織田搶走。
美穗（聲：三上枝織（日本）；林筱玲（台灣））
HIMIKO（日美子）的好友。
亞理莎（聲：上田典子（日本）；穆宣名（台灣））
HIMIKO（日美子）的好友。
有希（聲：藤井幸代（日本）；林筱玲（台灣））
HIMIKO（日美子）的好友。
平昭子（聲：佐佐木優子（日本））
平清的妻子。
平柚彦（聲：松田崚佑（日本））
平清的兒子，原本很懦弱，平清死亡之後為了保護母親而變得堅強。

## 遊戲系統
場地位於太平洋上南方某處無人島。初始炸彈八個，能集齊八枚晶片則勝。晶片取下方式：死亡后掉落、手術取下、剁下裝上IC晶片的左手。每天中午12時將有3箱生活用品，包括食物、水、手電筒、各類藥品等物品空投至島上。

## 用語解說
BTOOOM!
網絡遊戲，與多名玩家組隊，使用一種名叫BIM的道具把敵方隊伍擊倒。全世界已發售300萬組。
現實版BTOOOM!
在無人島上進行的殺人遊戲。參加者是由自己所認識的人所選出的「希望消失的人」。
使用與網絡遊戲BTOOOM!中一樣的BIM來把其他「玩家」殺掉，並收集八粒包含自己在內的IC晶片後才能夠離開。
玩家總共32人，過關人數最滿4人，不過在第77話，規則更改成必須在一天之內破關，過關人數剩下3人（已死亡的伊達政人已登記過關人數），而且要湊齊3人主辦單位才會回收，預防劫機事件再度發生。
最終章：代理戰爭篇開始，撤銷先前規則，改為逃過美軍殲滅部隊攻擊（BIM無法炸毀無人機，遇到生命體殺無赦），時間內存活下來的人全部破關。
Tyrannos JAPAN
遊戲開發商。網絡遊戲BTOOOM!的製作公司。與現實版BTOOOM!有著密切的關係。
BIM
於網絡遊戲BTOOOM!中使用，不同種類的高性能炸彈/防爆等道具的總稱。現實版BTOOOM!中亦是使用與這性能的道具。
與現實版的BTOOOM!中的IC晶片有著連帶關係，其他人無法使用。但是把帶著道具的人殺掉，令IC晶片從其手中掉落後，便能使用。
如果在爆炸前將BIM解除則使用權會轉移到解除者身上。
一個玩家只被配發八顆同類型的BIM作為初始裝備。
IC晶片
植入至左手背上的橢圓形晶片，可作雷達用途。晶片與BIM有著連帶關係。
除了死亡後自行掉落外，还有外科手術及截肢能將其取下。
承襲遊戲版BTOOOM!中的「收集八項道具即可勝利」的規則，收集八片（包含自己在內）便能退出這殺人遊戲。
科摩多巨蜥
夜行性，大量棲息在島上。將玩家視為食物並威脅玩家生存的存在。

## 登場BIM
BIM為BTOOOM!遊戲中，用來爆破攻擊/爆破防禦的戰術道具。
| 類型   | 外型               | 等級 | 破壞力評價 | 運作方式 | 主要戰術                                        | 優點                                                                          | 缺點                                                                           | 其他附註                                                             |
| ------ | ------------------ | ---- | ---------- | --- | ----------------------------------------------- | ----------------------------------------------------------------------------- | ------------------------------------------------------------------------------ | -------------------------------------------------------------------- |
| 撞击式 | 圆形               | 普通 | 二星       | 按下开关后引信立刻开始运作，受到冲击随即爆发。 | 直接投掷                                        | 易于使用                                                                      | 破坏力稍低                                                                     | 传统形式的炸弹，普及率较高。                                         |
| 计时式 | 正方形             | 普通 | 四星       | 按下开关后，屏幕荧屏随即出“10”的数字，以每秒递减的方式进行倒数，當数字成为“00”后便会爆炸。若倒数中再一次按下开关，也可以暂停倒数。                                                                          | 适合搭配伏击与诱敌等战术进行战斗。              | 破壞力較高，與追蹤式並列同級傷害。                                            | 需要精準預判及精密計算時間。                                                   | 可用時間差攻擊，視情況可當撞擊式使用。                               |
| 瓦斯式 | 圆柱形             | 高级 | 三星       | 按下开关投掷出去后，弹壳随即开启，洒下装有化学药品的小型胶囊。接着，化学药品会从向四面八方散开的小型胶囊中洒出，接触到空气后，在高温下，开始气化成带有剧毒的瓦斯，夺去一切生机。                            | 适合大范围的攻击与诱导敌人                      | 持續時間長，對生物殺傷性高，與BIM的爆炸合起來會產生加乘效果造成更大的殺傷力。 | 有外在環境限制及不分敵我。                                                     | 可用於開路、驅逐與屏障等功能，能使無人機的雷射武器無效化。           |
| 爆缩式 | 半圆莲藕狀         | 稀有 | 五星       | 按下开关后随即进入安装模式，此时炸弹背部会变成吸盘状态，可安装吸附于墙壁或天花板等处。数秒后滑盖开启，进入真空模式，BIM开始吸取周遭空气与尘土，经过数秒，当真空模式达临界点时引爆可削掉任何物质的真空爆缩。 | 适合用于破坏地形与坚硬的物质                    | 吸力極強，殺傷為即死性，                                                      | 有一定範圍，只能用於奇襲，且數量稀少。                                         | 是唯一可防禦非物理性攻擊用BIM，能克制瓦斯、烈火式。                  |
| 遥控式 | 圆盘               | 高級 | 二星       | 起爆开关按下并设置在所要位置后，可用配套的遥控器依據BIM上标示的编号在较远处遥控引爆。 | 设置在对手的确会经过的场所及要引爆的對象身上    | 與計時、爆縮式混合設置使用相當恐怖。                                          | 与对手对峙的情况相当不利，需要前置作業且不被發現，距離太遠則無法判斷爆炸時機。 | 陷阱戰必備類型。                                                     |
| 追踪式 | 圆形外加一个螺旋桨 | 高級 | 一星       | 和数码相机拍照相似，可锁定攻击的对象，而后使用推进器飞行，追踪对手的BIM。 | 偵查與暗算用，可隨時取消，是少數不會浪費的BIM。 | 自動追蹤，可當偵測器觀察對手行動，綜合功能較高，可偵測無人機。                | 飛行速度普通，可被非攻击目标的人用手抓住并解除。                               | 在接近到对手的一定範圍即爆炸，即使炸药含量很少也能给对手带来致命伤。 |
| 铁壁式 | 金字塔             | 稀有 | -          | 按下顶部的开关后，能在一定时间内展开一个连爆炸的冲击波都能抵挡的金字塔形磁场。 | 即效性高，適合支援戰，涵蓋範圍能達三人。        | 面對物理性攻擊近乎無敵，更能完全防彈。                                        | 無法抵擋火焰等非物理性的攻擊，且數量極少。                                     | 是唯一的防爆BIM。                                                    |
| 烈火式 | 扁平十字型         | -    | 三星       | 按下開關丟出去之後，以交叉型狀噴灑點燃的液態石油，燃燒溫度達攝氏1300度，會持續燃燒一段時間。 | 可以限制對手的行動。                            | 爆炸速度極快，善於地形戰。                                                    | 有特定死角可躲過。                                                             | 視情況可用於伏擊，為廣域範圍。                                       |

## 出版書籍
| 卷數 | 新潮社        | 新潮社                                                                     | 東立出版社     | 東立出版社                                                                 |
| 卷數 | 發售日期      | ISBN                                                                       | 發售日期       | ISBN                                                                       |
| ---- | ------------- | -------------------------------------------------------------------------- | -------------- | -------------------------------------------------------------------------- |
| 1    | 2009年10月9日 | ISBN 978-4-10-771516-6                                                     | 2010年12月24日 | ISBN 978-986-106-539-7                                                     |
| 2    | 2010年1月9日  | ISBN 978-4-10-771537-1                                                     | 2011年6月9日   | ISBN 978-986-106-540-3                                                     |
| 3    | 2010年5月8日  | ISBN 978-4-10-771563-0                                                     | 2011年12月6日  | ISBN 978-986-106-541-0                                                     |
| 4    | 2010年10月9日 | ISBN 978-4-10-771593-7                                                     | 2012年2月8日   | ISBN 978-986-106-593-9                                                     |
| 5    | 2011年6月9日  | ISBN 978-4-10-771622-4                                                     | 2012年4月16日  | ISBN 978-986-108-185-4                                                     |
| 6    | 2011年9月9日  | ISBN 978-4-10-771633-0                                                     | 2012年6月14日  | ISBN 978-986-108-834-1                                                     |
| 7    | 2012年1月7日  | ISBN 978-4-10-771647-7 ISBN 978-4-10-771648-4（限定版）                    | 2012年7月31日  | ISBN 978-986-109-469-4                                                     |
| 8    | 2012年6月8日  | ISBN 978-4-10-771665-1                                                     | 2013年1月8日   | ISBN 978-986-317-379-3                                                     |
| 9    | 2012年9月7日  | ISBN 978-4-10-771680-4                                                     | 2013年1月30日  | ISBN 978-986-317-949-8                                                     |
| 10   | 2013年1月9日  | ISBN 978-4-10-771693-4                                                     | 2013年5月22日  | ISBN 978-986-324-888-0                                                     |
| 11   | 2013年5月9日  | ISBN 978-4-10-771708-5                                                     | 2013年11月1日  | ISBN 978-986-332-581-9                                                     |
| 12   | 2013年9月9日  | ISBN 978-4-10-771718-4                                                     | 2014年2月6日   | ISBN 978-986-337-430-5                                                     |
| 13   | 2014年1月9日  | ISBN 978-4-10-771733-7                                                     | 2014年7月29日  | ISBN 978-986-348-237-6                                                     |
| 14   | 2014年5月9日  | ISBN 978-4-10-771746-7                                                     | 2014年9月5日   | ISBN 978-986-365-029-4                                                     |
| 15   | 2014年9月9日  | ISBN 978-4-10-771773-3                                                     | 2015年1月30日  | ISBN 978-986-365-853-5                                                     |
| 16   | 2015年1月9日  | ISBN 978-4-10-771794-8                                                     | 2015年5月5日   | ISBN 978-986-382-673-6                                                     |
| 17   | 2015年5月9日  | ISBN 978-4-10-771819-8                                                     | 2015年9月9日   | ISBN 978-986-431-530-7                                                     |
| 18   | 2015年9月9日  | ISBN 978-4-10-771843-3                                                     | 2016年1月4日   | ISBN 978-986-462-227-6                                                     |
| 19   | 2016年1月9日  | ISBN 978-4-10-771871-6                                                     | 2016年4月29日  | ISBN 978-986-462-914-5                                                     |
| 20   | 2016年5月9日  | ISBN 978-4-10-771895-2                                                     | 2016年10月6日  | ISBN 978-986-470-448-4                                                     |
| 21   | 2016年9月9日  | ISBN 978-4-10-771918-8                                                     | 2017年2月6日   | ISBN 978-986-482-021-4                                                     |
| 22   | 2017年1月7日  | ISBN 978-4-10-771949-2                                                     | 2017年6月15日  | ISBN 978-986-482-719-0                                                     |
| 23   | 2017年5月9日  | ISBN 978-4-10-771980-5                                                     | 2017年9月25日  | ISBN 978-986-486-351-8                                                     |
| 24   | 2017年9月8日  | ISBN 978-4-10-772011-5                                                     | 2018年3月22日  | ISBN 978-986-486-902-2                                                     |
| 25   | 2018年2月9日  | ISBN 978-4-10-772051-1                                                     | 2019年7月10日  | ISBN 978-957-260-780-0                                                     |
| 26   | 2018年8月9日  | ISBN 978-4-10-772109-9（Light友情篇） ISBN 978-4-10-772110-5（Dark真實篇） | 2019年11月15日 | ISBN 978-957-26-2145-5（Light友情篇） ISBN 978-957-26-2146-2（Dark真實篇） |

BTOOOM!驚爆遊戲U-18
| 卷數 | 新潮社        | 新潮社                 | 東立出版社    | 東立出版社             |
| 卷數 | 發售日期      | ISBN                   | 發售日期      | ISBN                   |
| ---- | ------------- | ---------------------- | ------------- | ---------------------- |
| 1    | 2018年11月9日 | ISBN 978-4-10-772128-0 | 2020年9月24日 | ISBN 978-957-26-3719-7 |
| 2    | 2019年7月9日  | ISBN 978-4-10-772197-6 | 2023年9月7日  | ISBN 978-957-26-3720-3 |
| 3    | 2020年5月9日  | ISBN 978-4-10-772197-6 |               |                        |
| 4    | 2020年12月9日 | ISBN 978-4-10-772347-5 |               |                        |
| 5    | 2021年12月9日 | ISBN 978-4-10-772452-6 |               |                        |
| 6    | 2023年3月9日  | ISBN 978-4-10-772580-6 |               |                        |

## 電視動畫

### 製作人員
- 原作 - 井上淳哉（《月刊Comic@Bunch》新潮社刊）
- 導演 - 渡邊琴乃
- 編劇 - 黑田洋介
- 角色設計 - 岸田隆宏
- 美術監督 - 大泉杏奈
- 色彩設計 - 野口幸惠
- 攝影監督 - 藤田賢治
- 音響監督 - 蝦名恭範
- 音樂 - 井内啓二
- 動畫製作 - Madhouse
- 製作 - 「BTOOOM!」製作委員会（Flying DOG、KlockWorx、Showgate、新潮社、Madhouse、創通）

### 主題曲
片頭曲
「No pain, No game」（第1話－第11話）
作曲、編曲：，作詞、歌：ナノ
同時也作為第12話片尾曲。
（第12話）
作曲、編曲：Powerless，作詞、歌：ナノ
片尾曲

作詞：真名杏樹，作曲：本間昭光，編曲：，歌：May'n

### 各話列表
| 話數   | 日文標題 | 中文標題       | 腳本     | 分鏡     | 演出          | 作畫監督                 |
| ------ | -------- | -------------- | -------- | -------- | ------------- | ------------------------ |
| 第1話  | start    | 開始           | 黑田洋介 | 渡邊琴乃 | 渡邊琴乃      | 日向正樹                 |
| 第2話  |          | 血之女子高中生 | 黑田洋介 | 渡邊琴乃 | 野上和男      | 敷島博英                 |
| 第3話  |          | 生存           | 黑田洋介 | 加藤誠   | 加藤誠        | 河井淳                   |
| 第4話  |          | 世界級玩家     | 黑田洋介 | 細川秀樹 | 細川秀樹      | 金綿樹                   |
| 第5話  |          | 強襲           | 黑田洋介 | 淺香守生 | 管振宇 吉田徹 | 齋藤德明                 |
| 第6話  |          | 犧牲之夜       | 黑田洋介 | 野上和男 | 野上和男      | 清水惠藏 高鉾誠 敷島博英 |
| 第7話  |          | 虛擬新娘       | 黑田洋介 | 細川秀樹 | 江副仁美      | 東亮太 韓正履            |
| 第8話  |          | 白色幽靈       | 黑田洋介 | 加藤誠   | 加藤誠        | 河井淳                   |
| 第9話  |          | 最強玩家       | 黑田洋介 | 川尻善昭 | 川越崇弘      | 時矢義則 吉田徹          |
| 第10話 |          | 高等級         | 黑田洋介 | 川尻善昭 | 野上和男      | 敷島博英                 |
| 第11話 |          | 復活           | 黑田洋介 | 細川秀樹 | 細川秀樹      | 金綿樹                   |
| 第12話 |          | 羈絆           | 黑田洋介 | 川尻善昭 | 渡邊琴乃      | 日向正樹                 |

### 播放電視台
日本深夜動畫：下文記載的日本国内播放時間使用日本標準時間（UTC+9）表示。因為部分時間标识會採用30小时制，因此請留意这类超过24:00的时间，其實際播放時間為翌日清晨。
| 播放地區 | 播放電視台   | 播放日期                 | 播放時間（UTC+9）         | 所屬聯播網 | 備註       |
| -------- | ------------ | ------------------------ | ------------------------- | ---------- | ---------- |
| 東京都   | TOKYO MX     | 2012年10月4日－12月20日  | 星期四 23時00分－23時30分 | 独立UHF局  |            |
| 日本全域 | AT-X         | 2012年10月5日－12月21日  | 星期五 22時30分－23時00分 | 衛星電視   | 有重播     |
| 兵庫縣   | SUN電視台    | 2012年10月5日－12月21日  | 星期五 26時15分－26時45分 | 独立UHF局  |            |
| 京都府   | KBS京都      | 2012年10月7日－12月23日  | 星期日 24時00分－24時30分 | 独立UHF局  |            |
| 愛知縣   | 愛知電視台   | 2012年10月7日－12月23日  | 星期日 25時05分－25時35分 | 東京電視網 |            |
| 日本全域 | NICONICO動畫 | 2012年10月8日－12月24日  | 星期一 22時00分－22時30分 | 網絡電視   |            |
| 日本全域 | BS11         | 2012年10月13日－12月29日 | 星期六 27時00分－27時30分 | 衛星電視   | ANIME+節目 |

| 播放地區 | 播放電視台 | 播放日期                | 當地播放時間            | 所屬聯播網       | 備註                 |
| -------- | ---------- | ----------------------- | ----------------------- | ---------------- | -------------------- |
|          | ANIPLUS    | 2012年10月6日－12月22日 | 週六 00:00 - 00:30      | CS放送、網路電視 | 有字幕、重播時段     |
| 臺灣     | Animax     | 2014年1月5日－3月23日   | 星期日 22:30－23:00     | 有線電視         | 含中文配音、重播時段 |
| 香港     | Animax     | 2014年3月14日－3月31日  | 星期一至五 22:30－23:00 |                  |                      |

### BD / DVD
| 卷數 | 發售日         | 收錄話          | 規格編號 | 規格編號 | 特典CD（僅BD） |
| 卷數 | 發售日         | 收錄話          | Blu-ray  | DVD      | 特典CD（僅BD） |
| ---- | -------------- | --------------- | -------- | -------- | -------------- |
| 1    | 2012年11月21日 | 第1話 - 第2話   | VTZF-25  | VTBF-55  | OST1           |
| 2    | 2012年12月19日 | 第3話 - 第4話   | VTZF-26  | VTBF-56  | 無線電台       |
| 3    | 2013年1月23日  | 第5話 - 第6話   | VTZF-27  | VTBF-57  | 聲音戲劇1      |
| 4    | 2013年2月20日  | 第7話 - 第8話   | VTZF-28  | VTBF-58  | OST2           |
| 5    | 2013年3月20日  | 第9話 - 第10話  | VTZF-29  | VTBF-59  | 無線電台       |
| 6    | 2013年4月24日  | 第11話 - 第12話 | VTZF-30  | VTBF-60  | 聲音戲劇2      |

## 注解
1. ↑  Animax版譯作日美子。
2. ↑  超豪華HIMIKO印刷「寫真集」『Gravity Angel』附贈限定版

## 外部連結
- （日語） web＠バンチ（页面存档备份，存于）
- （日語） BTOOOM！（页面存档备份，存于），電視動畫官方網站。
- （日語） BTOOOM! animelo - アニメ系音楽サイト（页面存档备份，存于）
- （日語） 響 - HiBiKi Radio Station -「BTOOOM!ラジオ!」番組詳細（页面存档备份，存于）
- （日語） BTOOOM！（页面存档备份，存于），遊戲官方網站。
- BTOOOM!的X（前Twitter），周邊相關。
- BTOOOM!的X（前Twitter），遊戲相關。